# Sonate K. 505
La sonate K. 505 (F.449/L.326) en fa majeur est une œuvre pour clavier du compositeur italien Domenico Scarlatti.

## Présentation
La sonate K. 505, en fa majeur, notée Allegro non presto, forme une paire avec la sonate suivante, virtuose et aux rythmes espagnols. C'est une toccata à l'écriture sévère, qui contraste avec sa compagne ; impression accentuée par la simplicité de la forme et le dépouillement de l'écriture à deux ou trois voix. Les deux sonates présentent les thèmes  dans un ordre différent en seconde section. Parme ajoute des trilles sur les fa en tête de l'ouverture, ainsi que dans l'imitation à la main gauche.

## Manuscrits
Le manuscrit principal est le numéro 22 du volume XII (Ms. 9783) de Venise (1756), copié pour Maria Barbara ; les autres sont Parme XIV 22 (Ms. A. G. 31419), Münster (D-MÜp) I 42 (Sant Hs 3964) et Vienne C 37 (VII 28011 C).

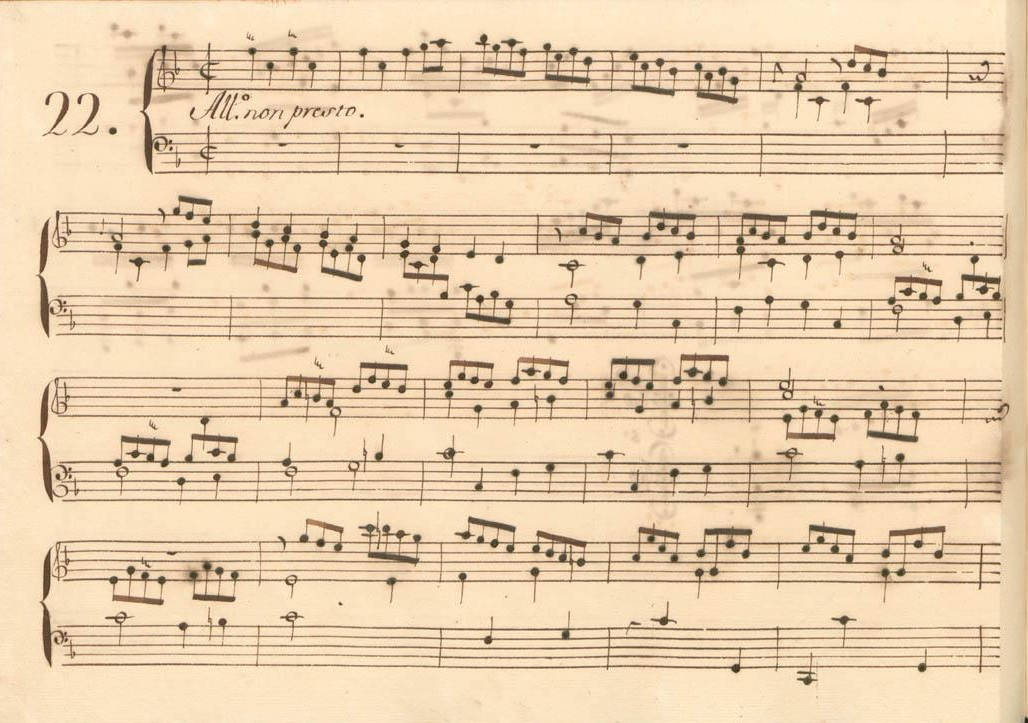
Parme XIV 22.
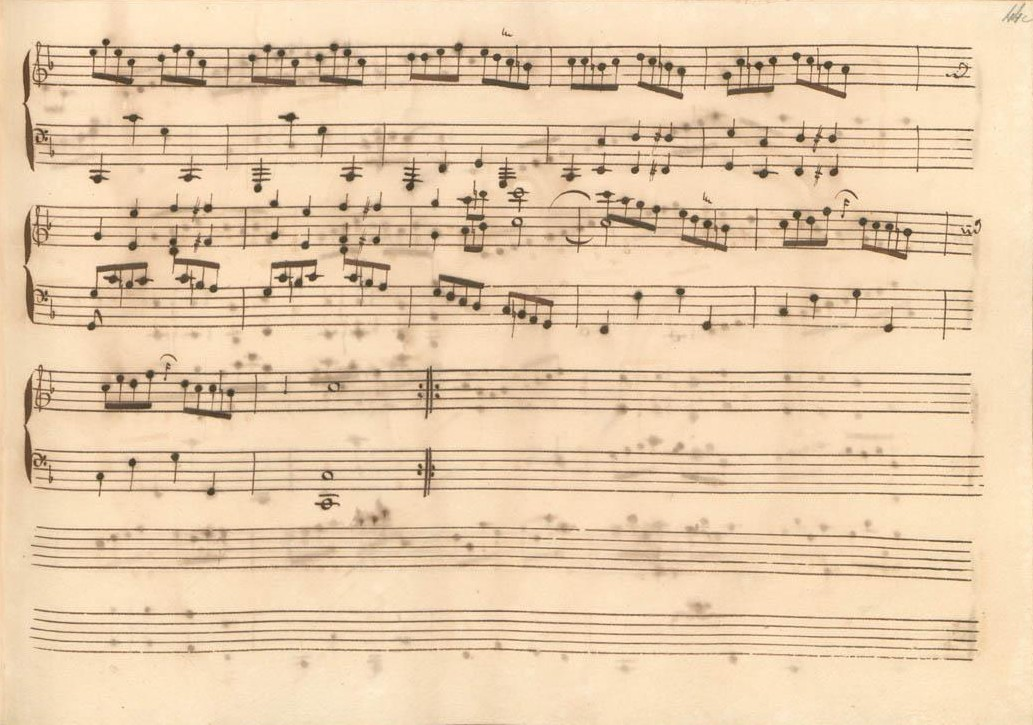
Parme XIV 22 (fin de la première section).
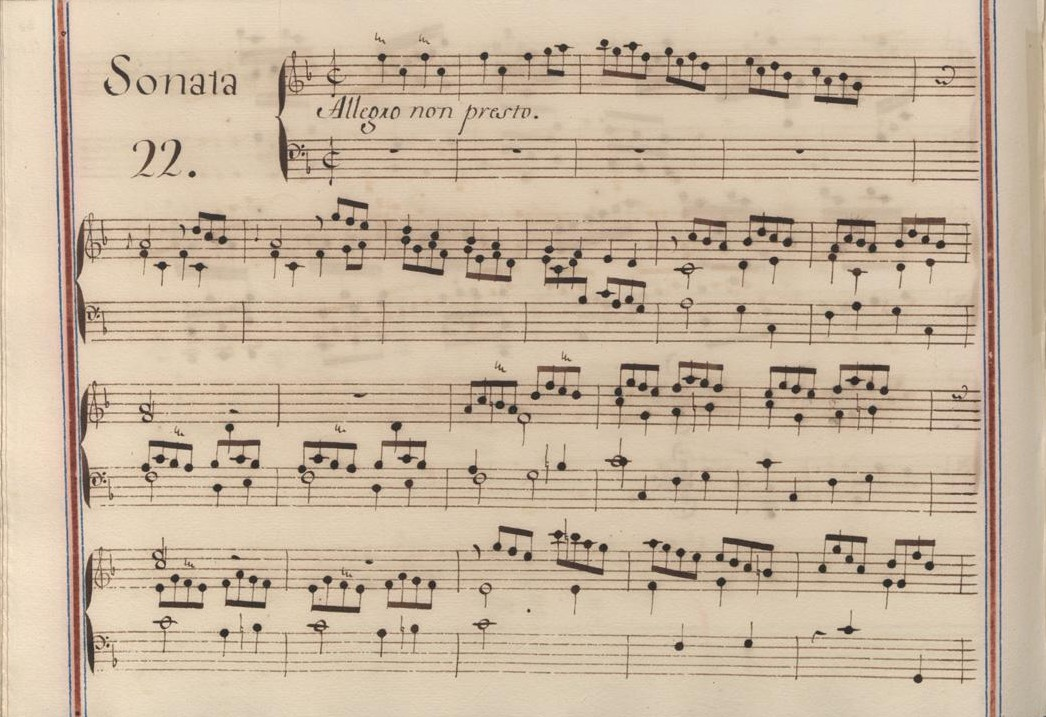
Venise XII 22.
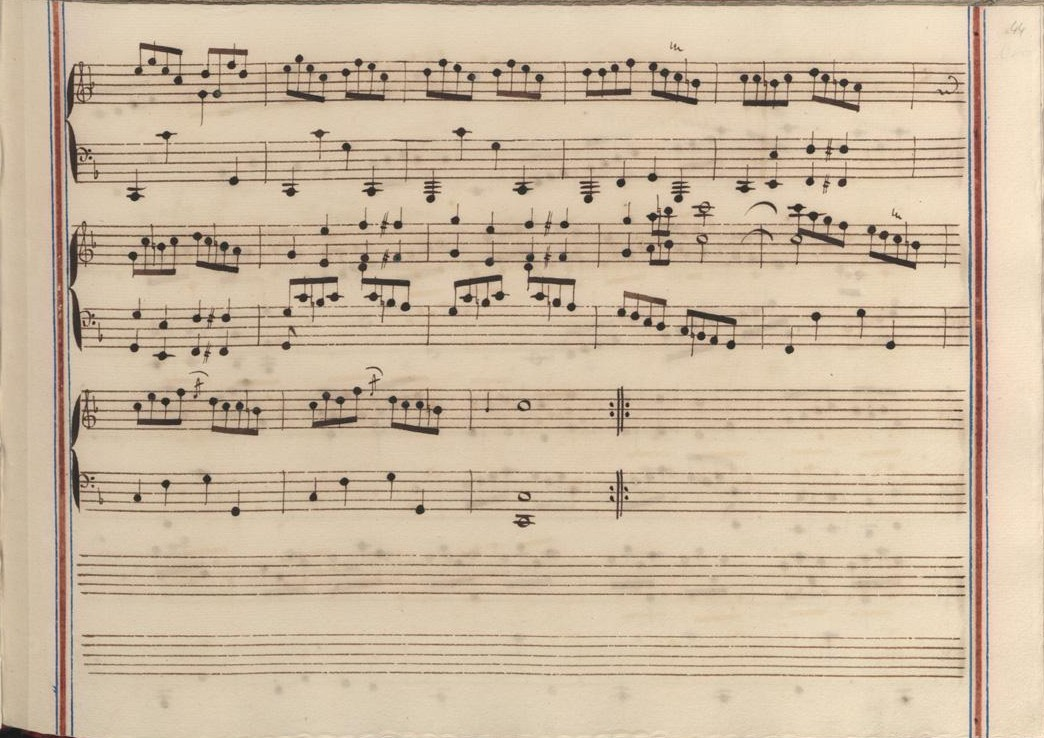
Venise XII 22 (fin de la première section).
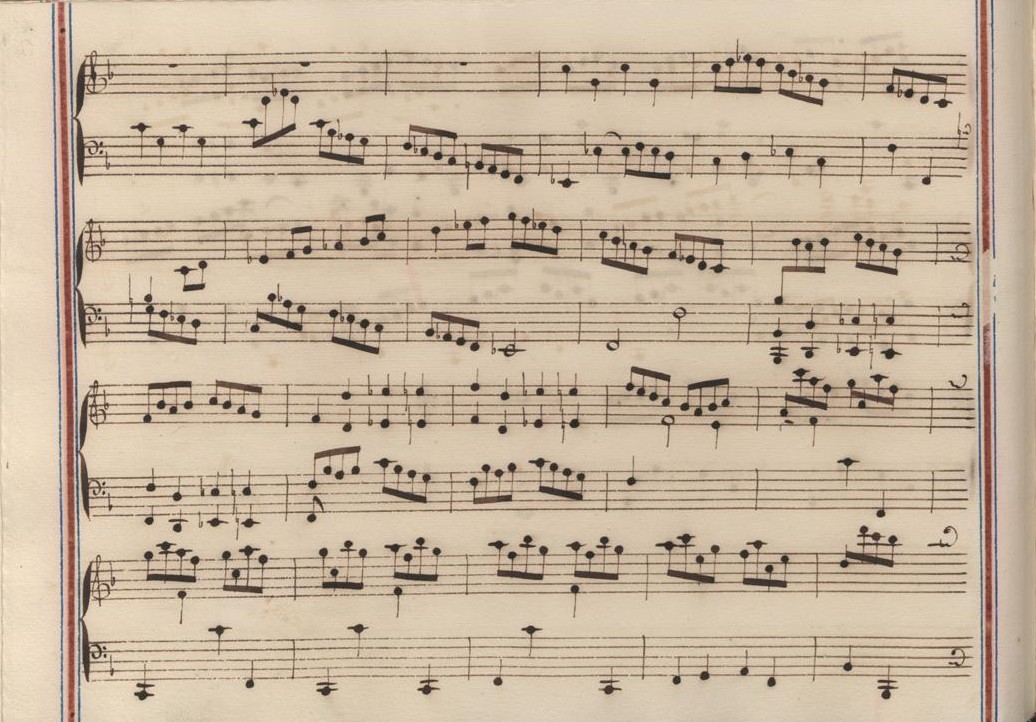
Venise XII 22 (début de la seconde section).
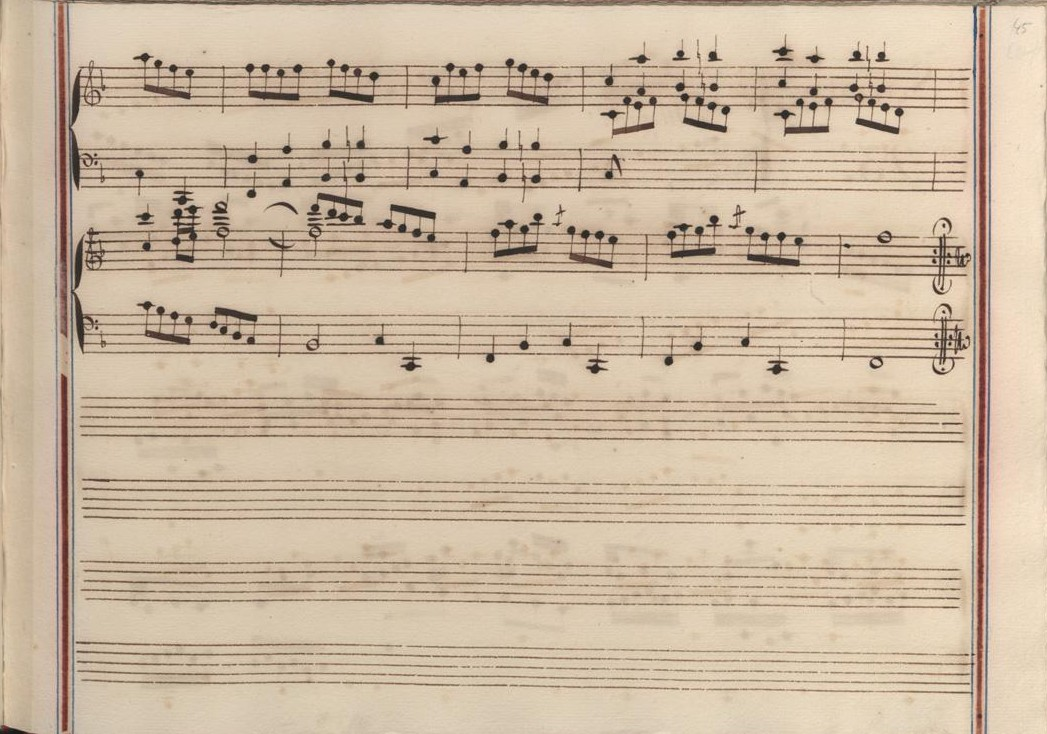
Venise XII 22 (fin de la sonate).

## Interprètes
La sonate K. 505 est défendue au piano notamment par Carlo Grante (2016, Music & Arts, vol. 5) ; au clavecin, elle est jouée par George Malcolm (1954, Archiv), Scott Ross (1985, Erato), Richard Lester (2004, Nimbus, vol. 5) et Pieter-Jan Belder (2007, Brilliant Classics, vol. 11).

## Sources
: document utilisé comme source pour la rédaction de cet article.
- Ralph Kirkpatrick (trad. de l'anglais par Dennis Collins), Domenico Scarlatti, Paris, Lattès, coll. « Musique et Musiciens », 1982 (1re éd. 1953 (en)), 493 p. (ISBN 978-2-7096-0118-4, OCLC 954954205, BNF 34689181).
- Alain de Chambure, « Domenico Scarlatti, Intégrale des sonates — Scott Ross », Erato/Éditions Costallat (2564-62092-2 (livret : 2292-45309-2)), 1985 (OCLC 891183737) .
- (en) Carlo Grante, « Domenico Scarlatti, intégrale des sonates pour clavier (vol. 5) », Music & Arts (CD-1294), 2017 (OCLC 1079366528) .